# Ivan Kuznetsov
Pour les articles homonymes, voir Kuznetsov.
Ivan Andreyevitch Kuznetsov (en russe : Иван Андреевич Кузнецов), né le 8 juin 1996 à Petropavlovsk-Kamtchatski, est un skieur alpin russe. Sa discipline de prédilection est le slalom géant.

## Biographie
Il commence à prendre part à des courses FIS à partir de la saison 2011-2012 et aux Championnats du monde junior en 2014. En janvier 2015, il fait ses débuts en Coupe d'Europe et marque ses premiers points en février 2016, puis gagne le titre de champion de Russie en descente. Il enchaîne avec une bonne performance aux Championnats du monde junior à Sotchi, en Russie, prenant la cinquième place au super G.
En 2017, il est sélectionné pour les Championnats du monde de Saint-Moritz, où il finit 33e du combiné 3 et 34e de la descente. Il apparaît en Coupe du monde pour la première fois en novembre 2017 à Lake Louise (57e du super G), puis obtient une quatrième place sur le combiné alpin à Saalbach, comptant pour la Coupe d'Europe, deuxième niveau mondial. Quelques semaines plus tard, il devient participant des Jeux olympiques à Pyeongchang, avec comme résultats deux abandons en slalom et slalom géant. Aux Championnats du monde 2019, à Åre, le Russe termine dans le top trente au niveau mondial pour la première fois avec sa 28e place au combiné alpin. En 2019, il est également titré lors de l'Universiade à Krasnoïarsk sur el slalom géant.
En janvier 2021, il marque ses premiers points en Coupe du monde en terminant 24e du slalom géant d'Adelboden, résultat qu'il améliore plus tard dans l'hiver avec une 17e place au slalom géant de Bansko. Cette saison, il signe son meilleur résultat aussi dans un rendez-vous majeur, avec sa treizième place au parallèle des Championnats du monde 2021 à Cortina d'Ampezzo.

## Palmarès

### Jeux olympiques
| Épreuve / Édition | Pyeongchang 2018 |
| Slalom            | Abandon          |
| Slalom géant      | Abandon          |
| Par équipes       | 9e               |

### Championnats du monde
| Épreuve / Édition | Saint-Moritz 2017                | Åre 2019                         | Cortina d'Ampezzo 2021 |
| Slalom géant      | Abandon                          | Abandon                          | Abandon                |
| Combiné           | 33e                              | 28e                              | -                      |
| Super G           | Abandon                          | 31e                              | -                      |
| Descente          | 34e                              | -                                | -                      |
| Parallèle         | Épreuve inexistante à cette date | Épreuve inexistante à cette date | 13e                    |
| Par équipes       | 9e                               | 9e                               | 10e                    |

Légende :
- : épreuve pas au programme

### Coupe du monde
- Meilleur classement général : 110e en 2021.
- Meilleur résultat : 17e.

#### Classements en Coupe du monde
| Saison / Épreuve | Saison / Épreuve | Général | Général | Descente | Descente | Super G | Super G | Slalom géant | Slalom géant | Slalom | Slalom | Combiné | Combiné |
| ---------------- | ---------------- | ------- | ------- | -------- | -------- | ------- | ------- | ------------ | ------------ | ------ | ------ | ------- | ------- |
| Saison / Épreuve | Saison / Épreuve | Class.  | Points  | Class.   | Points   | Class.  | Points  | Class.       | Points       | Class. | Points | Class.  | Points  |
| 2021             | 2021             | 110e    | 26      | -        | -        | -       | -       | 35e          | 26           | -      | -      | -       | -       |

### Universiades
- Krasnoïarsk 2019 :
  -  Médaille d'or sur le slalom géant.

### Championnats de Russie
- Champion de la descente en 2016.
- Champion du super G en 2018, 2019 et 2021.